# Nola eurylopha
Nola eurylopha är en fjärilsart som beskrevs av Turner 1944. Nola eurylopha ingår i släktet Nola och familjen trågspinnare. Inga underarter finns listade i Catalogue of Life.